# Gora Kljuv
Gora Kljuv (englische Transkription von russisch Гора Клюв Gora Kljuw, deutsch ‚Schnabelberg‘) ist ein Nunatak im ostantarktischen Mac-Robertson-Land. Er ragt unmittelbar westlich des Styles-Gletschers am nördlichen Ende des Mawson Escarpment auf.
Russische Wissenschaftler benannten ihn deskriptiv.